# Jacksonville Icemen
A Jacksonville Icemen egy amerikai jégkorongcsapat az floridai Jacksonville-ben. A franchise-ot 1992-ben alapították Muskegon Fury néven a Colonial Hockey League-ben. A klub a jelenlegi nevén és helyén 2017-től játszik. A csapat az ECHL-ben játszik, azon belül a keleti főcsoportnak a déli divíziójában. A klub a 13 141 férőhelyes VyStar Veterans Memorial  Arenában játszik. A csapat partnerszerződésben áll a National Hockey League-ben szereplő Buffalo Sabres-zel, illetve az American Hockey League-ben szereplő Rochester Americans-zel.

## Története
A franchise-ot 1992-ben alapították Muskegon Fury néven.

### Franchise története
- 1992–2008: Muskegon Fury
- 2008–2010: Muskegon Lumberjacks
- 2010–2016: Evansville IceMen
- 2017–napjainkig: Jacksonville Icemen

## Helyezések
A csapat eddig a rájátszássorozatban első körénél kétszer jutott tovább, a 2021-22-es és 2022-23-as szezonban, mindkét alkalommal a Florida Everblades. győzte le 0-4-es és 2-4-es arányban.